# Gurh
Gurh é uma cidade e uma nagar panchayat no distrito de Rewa, no estado indiano de Madhya Pradesh.

## Geografia
Gurh está localizada a 24° 31′ N, 81° 31′ L. Tem uma altitude média de 305 metros (1000 pés).

## Demografia
Segundo o censo de 2001, Gurh tinha uma população de 12 445 habitantes. Os indivíduos do sexo masculino constituem 52% da população e os do sexo feminino 48%. Gurh tem uma taxa de literacia de 57%, inferior à média nacional de 59,5%: a literacia no sexo masculino é de 69% e no sexo feminino é de 43%. Em Gurh, 17% da população está abaixo dos 6 anos de idade.